# Диоскореецветни
Диоскореецветните (Dioscoreales) са разред биота от царство Растения (Plantae).
Таксонът е описан за пръв път от Карл фон Мартиус през 1835 година.

## Семейства
- Abaminaceae
- Avetraceae
- Burmanniaceae – Бурманиеви
- Croomiaceae
- Dioscoreaceae – Диоскорееви
- Nartheciaceae – Нартециеви
- Pentastemonaceae
- Stenomeridaceae
- Taccaceae
- Tamaceae
- Thismiaceae – Тисмиеви
- Trichopodaceae